# Tetramorium anodontion
Tetramorium anodontion är en myrart som beskrevs av Bolton 1979. Tetramorium anodontion ingår i släktet Tetramorium och familjen myror. Inga underarter finns listade i Catalogue of Life.

## Bildgalleri

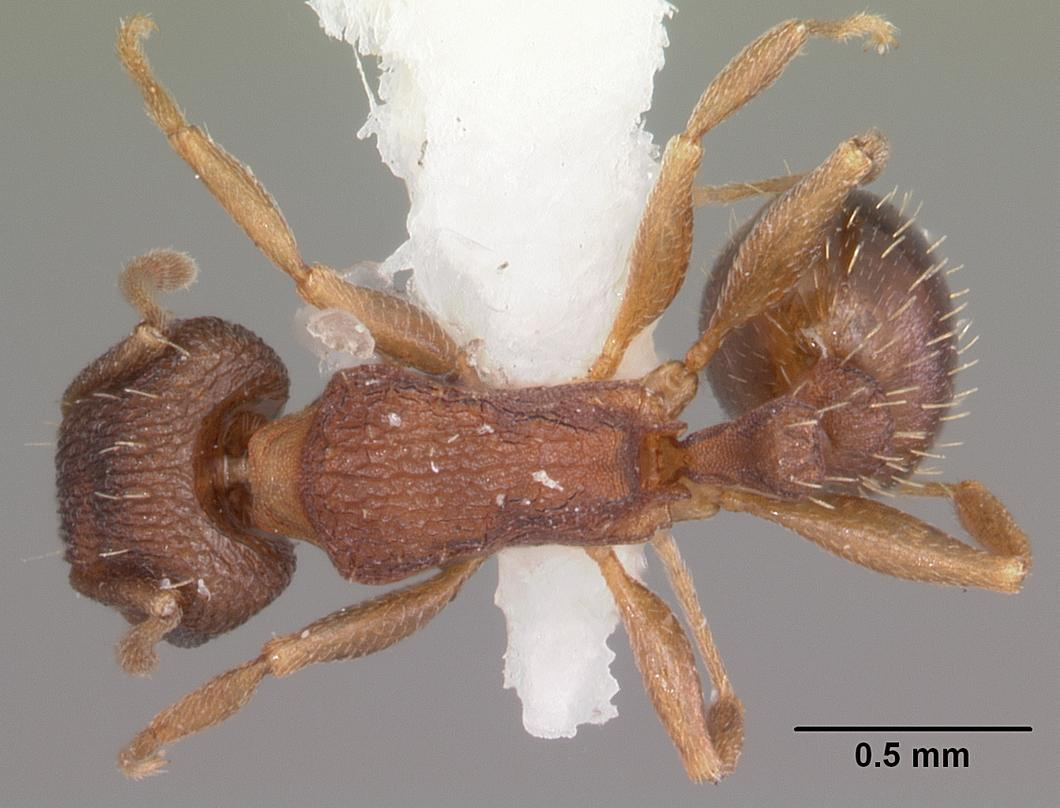
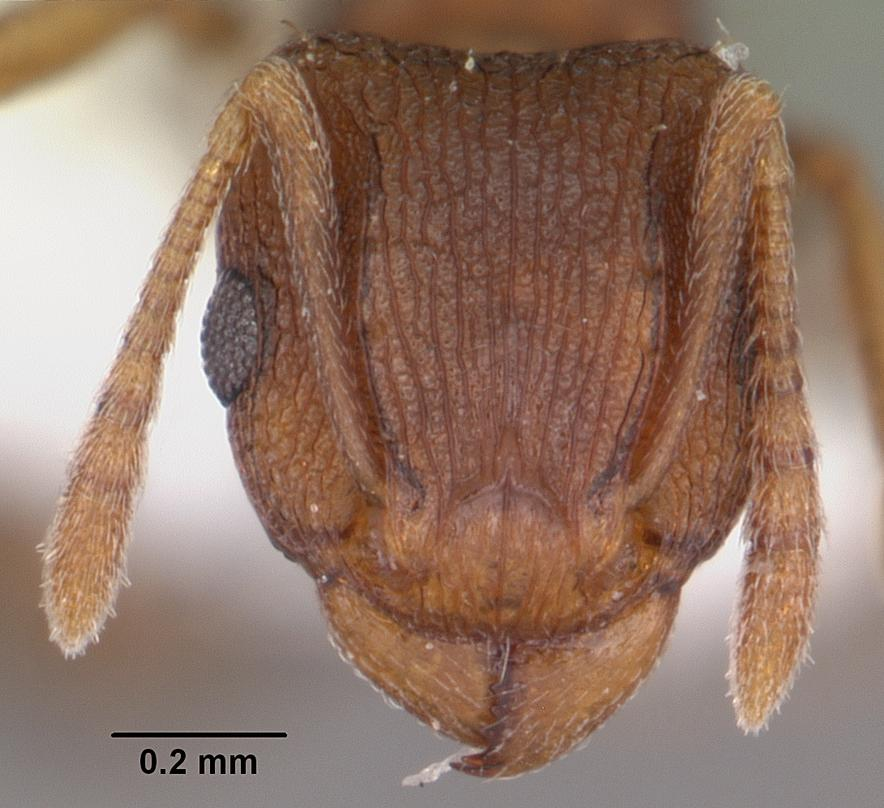
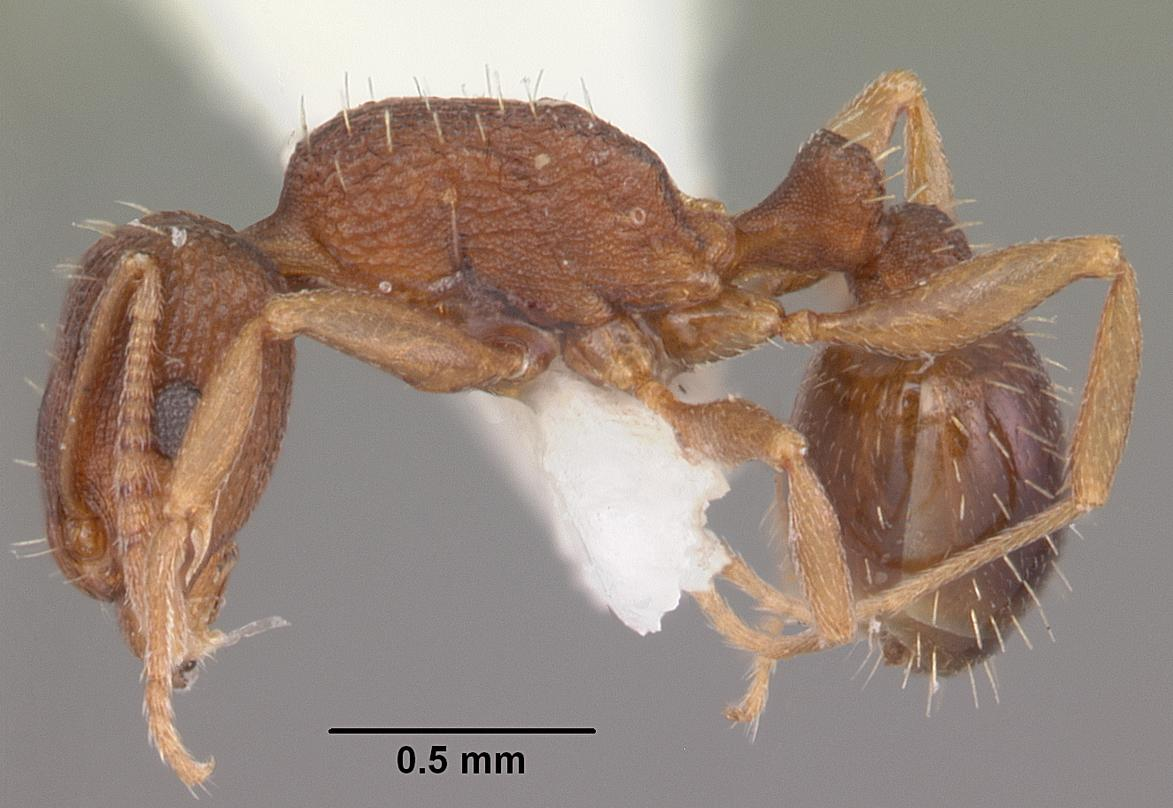
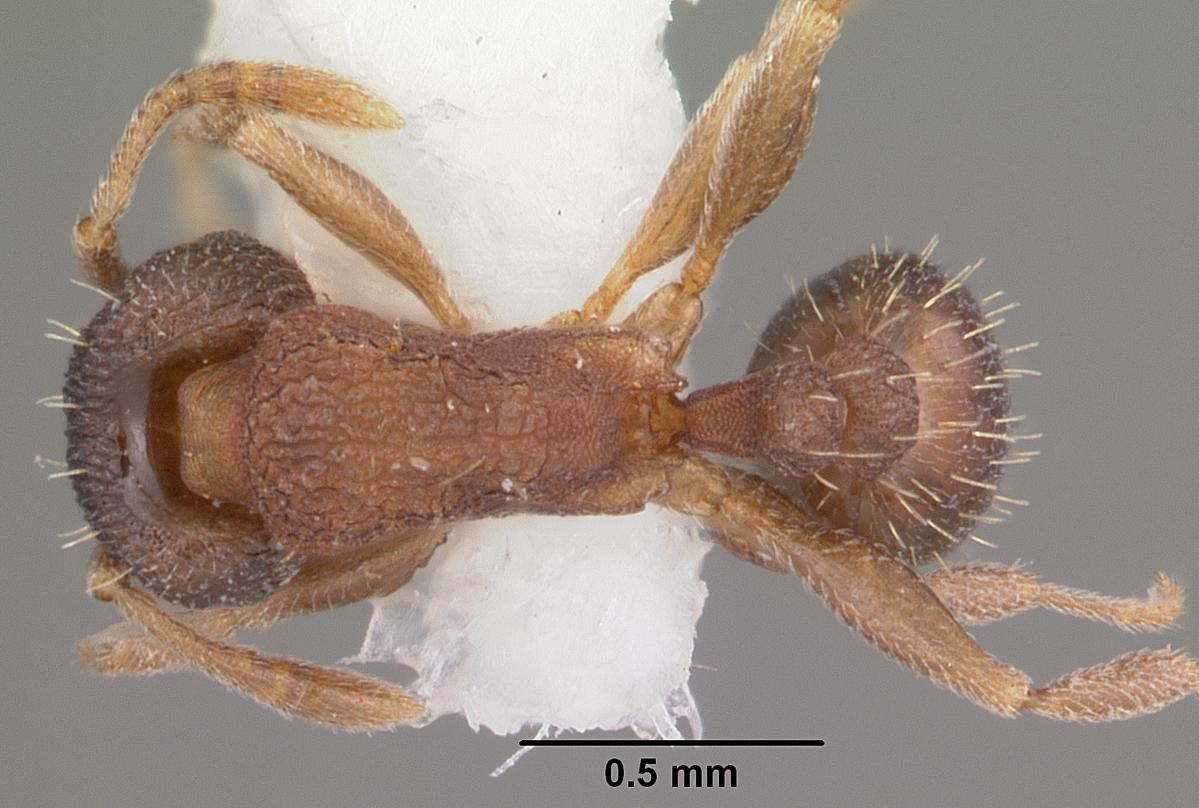
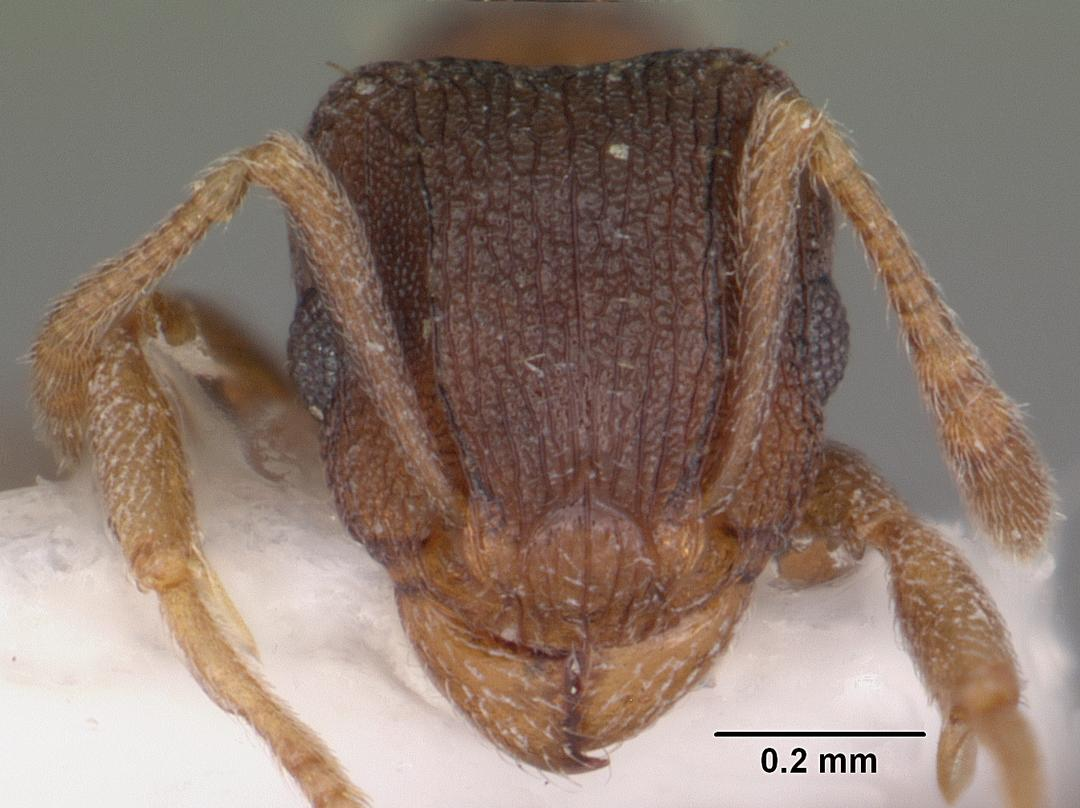
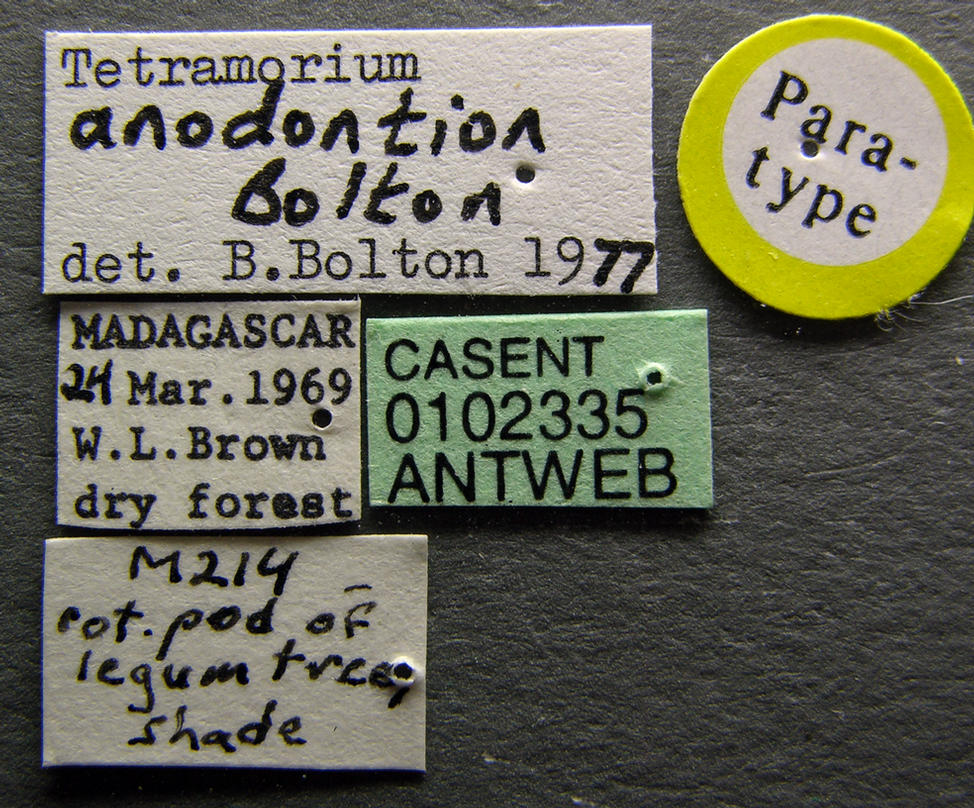